# Wojciech Gałązka
Wojciech Gałązka (ur. 19 kwietnia 1947 w Brzezinach) – polski bułgarysta, tłumacz, dyplomata, wykładowca. Konsul Generalny w Łucku (2003–2006).

## Życiorys
Wojciech Gałązka ukończył z wyróżnieniem slawistykę na Uniwersytecie Jagiellońskim (1970). Pracował następnie jako asystent i adiunkt w Instytucie Filologii Słowiańskiej UJ. W 1978 doktoryzował się w zakresie nauk humanistycznych. W latach 1969–1981 był członkiem PZPR, a od 1980 do 1992 NSZZ „Solidarność”. Wiceprzewodniczący Stowarzyszenia Przyjaciół Twórczości Jana Kasprowicza (1988–1994).
W roku akademickim 1992/1993 pracował jako lektor języka polskiego na Uniwersytecie Sofijskim. Od 1993 do 1999 był dyrektorem Instytutu Polskiego w Sofii, radcą w Departamencie Polityki Kulturalno-Naukowej oraz w Departamencie Promocji, I Radcą w Departamencie Polityki Wschodniej Ministerstwa Spraw Zagranicznych (1999–2003). Konsul Generalny RP w Łucku (2003–2006). W latach 2008–2012 konsul w Ambasadzie RP w Sofii.
Jest żonaty, ma dwójkę dzieci.

## Odznaczenia i wyróżnienia
- Medal „1300 lat Bułgarii” nadany przez Radę Państwa Ludowej Republiki Bułgarii (1983)
- Laureat Międzynarodowej Nagrody im. Eutymiusza Tyrnowskiego (1990)
- Order „Jeźdźca z Madary” nadany przez Prezydenta Bułgarii (1999)
- doctor honoris causa Uniwersytetu w Wielkim Tyrnowie (1999)
- doctor honoris causa Państwowego Uniwersytetu im. Łesi Ukrainki w Łucku (2007)
- Honorowy członek Bułgarskiego Stowarzyszenia Tłumaczy[1]

## Publikacje
Książki
- Tradycja i współczesność. O literaturze bułgarskiej XX wieku. Katowice, 1983
- Bułgarskie programy i manifesty literackie. Kraków, 1983
- Naród i kultura. Antologia esejów i artykułów o narodzie i kulturze bułgarskiej. Kraków, 1985
- Oswajanie skorpionów: Szkice o literaturze bułgarskiej. Kraków: Międzynarodowe Centrum Kultury, 1992, ISBN 83-7052-071-5

Tłumaczenia
- G. Miszew, Spis powszechny dzikich zajęcy. Katowice, 1975
- G. Milew, Poematy i proza liryczna. Kraków, 1977
- G. Karasławow, Tango. [w:] Dni wojny Warszawa 1977
- E. Stanew, Antychryst. Katowice, 1979
- G. Rajczew, Lustig i inne opowiadania. Kraków, 1980
- A. Dałczew, Proza poetycka. [w:] Poezje, oprac. A. Kamieńska, Warszawa, 1981
- N. Kynczew, Niczym ziarno gorczycy, Kraków, 1981
- N. Kynczew, Posłanie od piechura, Sofia, 1999
- Z. Kisiow, Czystopis. Kraków, 2007
- Biała jaskółka. Antologia opowiadań bułgarskich XIX i XX wieku. Katowice, 1982
- Niewidzialne skrzydła. Antologia poezji bułgarskiej od IX wieku do 1944 roku. Kraków, 1987.